# Bieuzy
Bieuzy är en kommun i departementet Morbihan i regionen Bretagne i nordvästra Frankrike. Kommunen ligger i kantonen Baud som tillhör arrondissementet Pontivy. År 2018 hade Bieuzy 776 invånare.

## Befolkningsutveckling
Antalet invånare i kommunen Bieuzy
| Referens: INSEE |